# Mrytjumdźaja
Mrytjumdźaja (Zwycięzca śmierci) – imię Śiwy, które zyskał zabijając kopnięciem w pierś hinduistycznego boga śmierci Jamę. Miało to miejsce w świątyni śiwaickiej.
Mający pisane żyć (zgodnie ze swoją karmą) tylko szesnaście lat czciciel Śiwy o imieniu Markandeja (मार्कण्‍डेय), na widok nadchodzącego z pętlą boga śmierci, chwycił się w akcie desperacji lingi stanowiącej centralny element ołtarza. Zarzucona pętla Jamy, objęła więc również lingę, co wywołało zamanifestowanie się rozgniewanego Śiwy, gotowego na natychmiastową obronę wielbiciela. Ostatecznie Śiwa, już jako Mrytjumdźaja, na prośbę innych bogów, przywrócił życie pokonanemu Jamie. Natomiast Markandeję obdarzył siddhi wiecznej młodości.